# Papallona negra (pel·lícula de 2006)
Papallona negra (títol original:Mariposa negra) és una pel·lícula peruana del gènere thriller dirigida per Francisco José Lombardi. Ha estat doblada al català.

## Argument
Gabriela (Melania Urbina) és una mestra d'història que està promesa amb el jutge Guido Pazos (Darío Abad). Un dia, aquest és assassinat. Gabriela coneix a la periodista Ángela (Magdyel Ugaz) que l'ajudarà a esclarir les estranyes circumstàncies de la mort de Pazos. Les seves investigacions les portaran a una fosca trama de corrupció que arriben a les més altes esferes del poder polític peruà.

## Repartiment
- Darío Abad: Guido Pazos
- Gustavo Bueno: Osmán
- Montserrat Carulla	: Pilar
- Yvonne Frayssinet: Dotty
- Lluís Homar: Mar
- Ricardo Morán: Ramón
- Liliana Trujillo: Aida
- Magdyel Ugaz: Ángela
- Melania Urbina: Gabriela

## Producció
Papallona Negra és el tretzè llargmetratge de Francisco Lombardi, produït per Inca Films, basat en la novel·la d'Alonso Cueto titulada Grans mirades sobre l'assassinat del jutge César Díaz Gutiérrez pel SIN, i adaptada per Giovanna Pollarolo.
Les papallones que crien Gabriela i Guido per al dia del seu matrimoni no existeixen en el llibre Grans Mirades, són un element del guió que va escriure Pollarolo. A més, en la pel·lícula, el personatge que interpreta Magdyel Ugaz, explica la història en primera persona i és caracteritzada com una periodista rebel i que consumeix grans quantitats d'alcohol, mentre que en el llibre, Alonso Cueto la pinta més com algú fastiguejada del seu treball i del seu cap, el senyor Osmán (Gustavo Bien) i que busca ajudar a Gabriela per un sentiment de culpa.

## Premis i nominacions
| Any  | Premi                                                    | País    | Categoria                                                 | Nominat            | Resultat             | Ref.        |
| ---- | -------------------------------------------------------- | ------- | --------------------------------------------------------- | ------------------ | -------------------- | ----------- |
| 2006 | Festival Internacional de Cinema de Mont-real            | Canadà  | Premi Glauber Roc a la millor pel·lícula llatinoamericana | Papallona negra    | rowspan=2 Guanyadora | [ 8 ] [ 5 ] |
| 2006 | Festival Internacional de Cinema de Mont-real            | Canadà  | Grand Prix des Amériques                                  | Francisco Lombardi | Nominat              |             |
| 2006 | Festival de Cinema de Lima                               | Perú    | Millor pel·lícula peruana                                 | Papallona negra    | Guanyadora           | [ 2 ]       |
| 2006 | Biarritz International Festival of Latin American Cinema | França  | Millor actriu                                             | Melania Urbina     | Guanyadora           | [ 2 ]       |
| 2007 | Festival de Màlaga                                       | Espanya | Millor actriu llatinoamericana                            | Melania Urbina     | Guanyadora           | [ 2 ]       |
| 2007 | Festival Internacional Iberoamericà de Ceará             | Brasil  | Millor actriu                                             | Magdyel Ugaz       | Guanyadora           | [ 2 ]       |
| 2008 | Premis Goya                                              | Espanya | Millor pel·lícula estrangera                              | Papallona negra    | Nominat              | [ 9 ]       |